# Oberveischede
Oberveischede è una frazione (Ortsteil) della città di Olpe, nel land della Renania Settentrionale-Vestfalia, in Germania.